# (37153) 2000 VK57
2000 VK57 (asteroide 37153) é um asteroide da cintura principal. Possui uma excentricidade de 0.19395380 e uma inclinação de 8.40556º.
Este asteroide foi descoberto no dia 3 de novembro de 2000 por LINEAR em Socorro.